# Rue de Srebrenica
La rue de Srebrenica est une voie du 20e arrondissement de Paris, en France.

## Situation et accès
La rue de Srebrenica est une voie située dans le 20e arrondissement de Paris. Elle prolonge la rue des Balkans depuis le 74, rue Vitruve jusqu’au 45, rue du Clos.

## Origine du nom
Cette voie porte le nom de la ville de Srebrenica, en hommage aux victimes du massacre de Srebrenica ayant eu lieu en juillet 1995 où 8 000 Bosniaques ont été victimes d’un génocide commis par l’armée de la république serbe de Bosnie.

## Historique
La voie est ouverte, dans le cadre de la rénovation de la ZAC Saint-Blaise, sous le nom de « voie FU/20 » et prend sa dénomination actuelle en 2016.

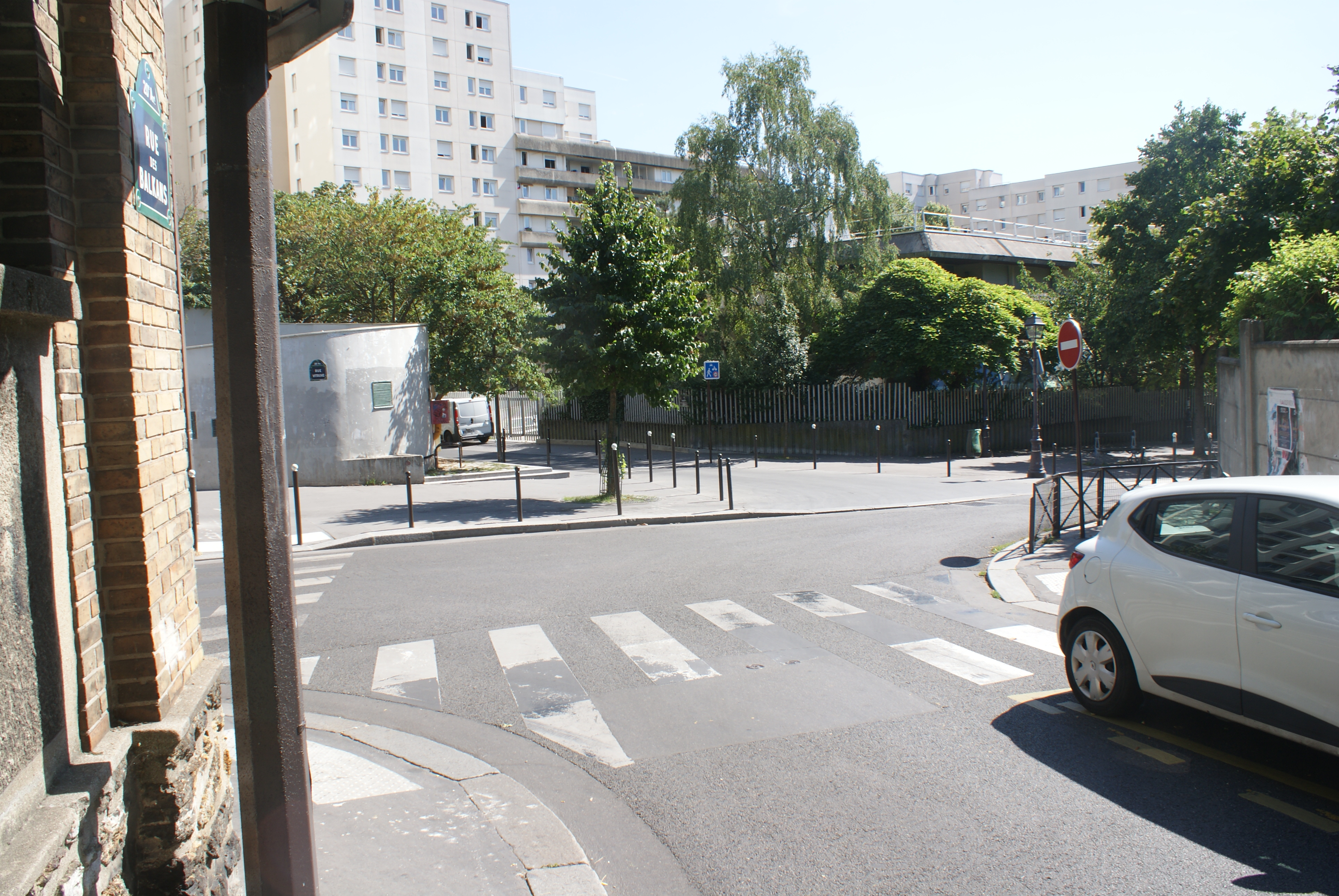
Croisement de la rue des Balkans, de la rue Vitruve et de la rue de Srebrenica.
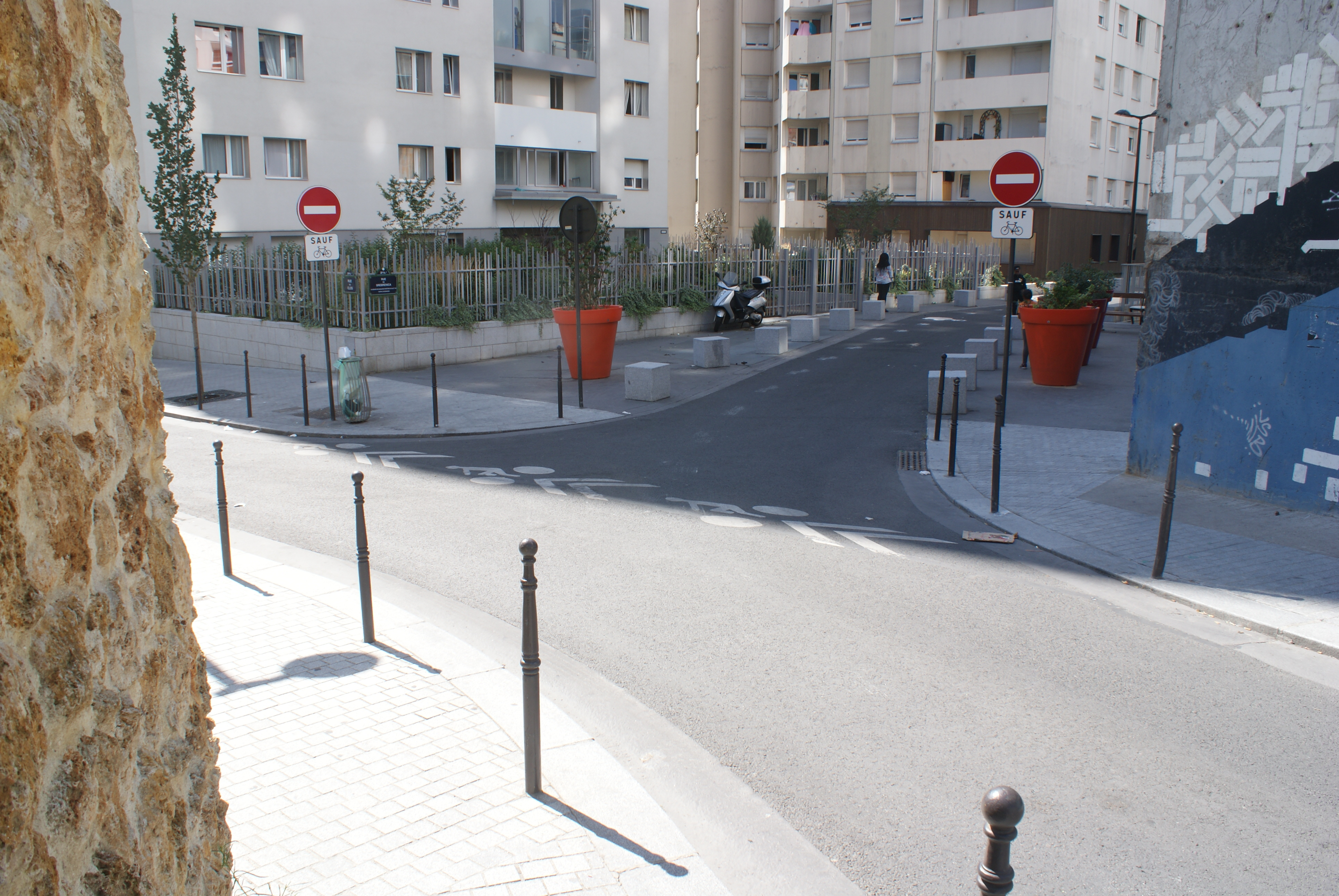
Croisement avec la rue du Clos.
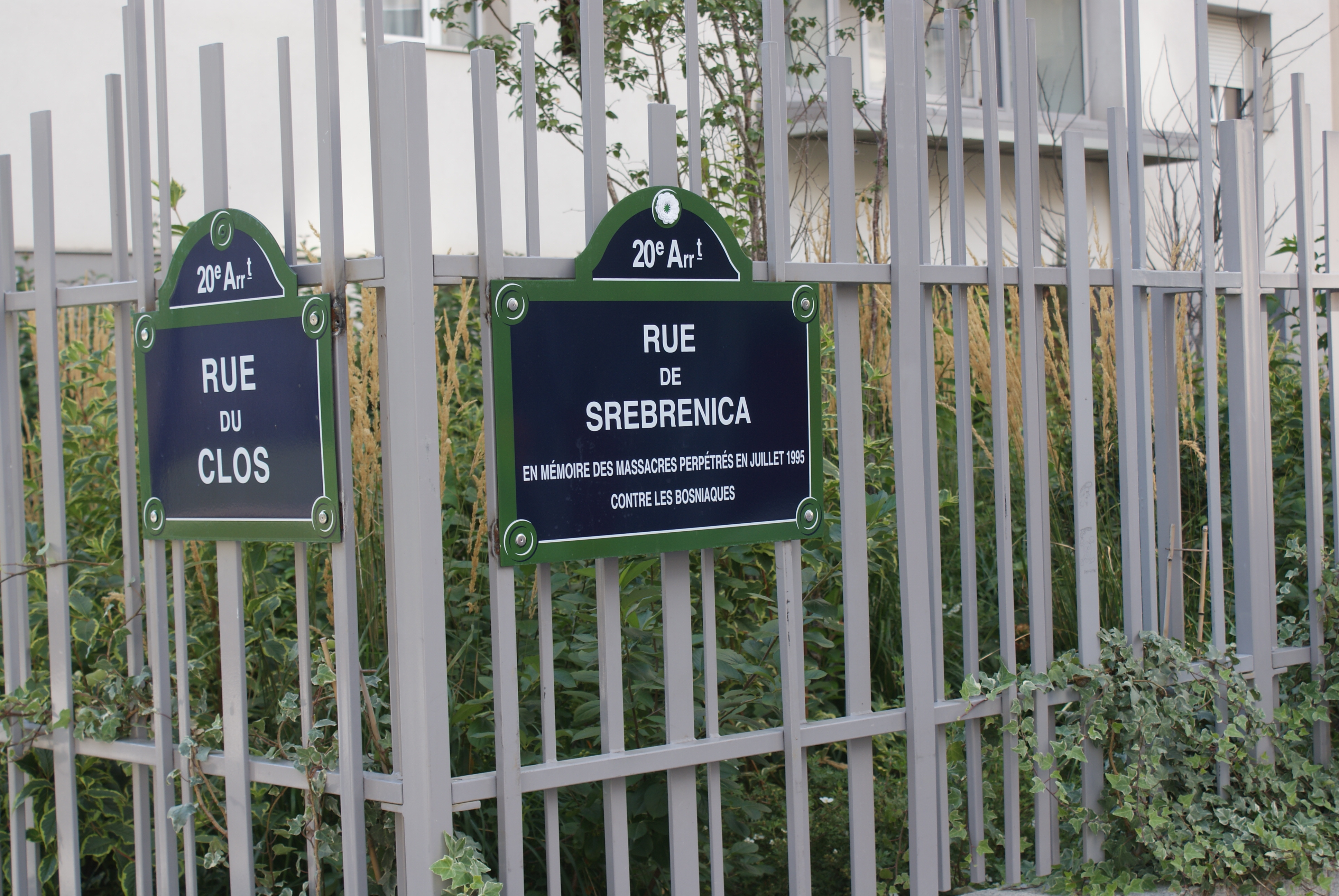
Plaque de la rue de Srebrenica.
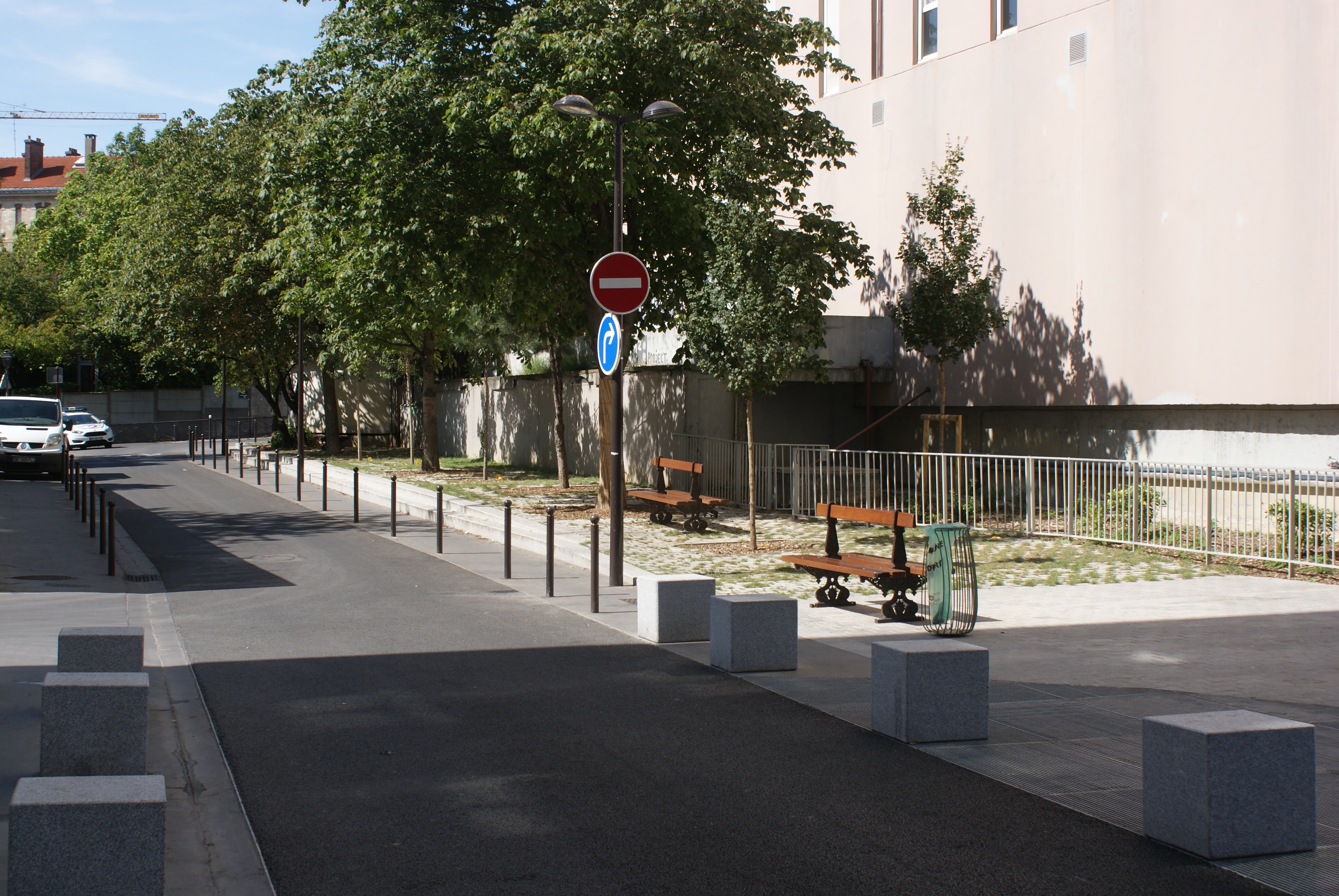